# Exomilus edychrous
Exomilus edychrous é uma espécie de gastrópode do gênero Kermia, pertencente a família Raphitomidae.